# Gabon Oil Company
Pour les articles homonymes, voir GOC.
La Société nationale des hydrocarbures du Gabon (SNHG), couramment dénommée Gabon Oil Company (GOC) est la société pétrolière nationale gabonaise. Fondée en 2011, elle a des activités de production et de commercialisation des produits pétroliers.

## Histoire

### Fondation
Gabon Oil Company est la deuxième compagnie nationale pétrolière de l’histoire du Gabon après Petrogab. Elle a été créée par décret le 24 août 2011 face au constat des autorités que le Gabon était le seul pays pétrolier du Golfe de Guinée à ne pas disposer de compagnie pétrolière nationale. Ainsi, est fondée une société avec trois fins : gestion des participations de l’État dans les activités pétrolières, commercialisation de produits pétroliers et exploitation de gisements pétroliers. Les autorités nomment à la tête de la GOC Serge Toulekima, ancien de Shell et Chevron.

### 2011-2014
Les activités de la GOC ne démarrent qu’en 2012. En effet, ce retard au démarrage s’explique par un manque de personnel qualifié à disposition et par les réticences des acteurs existants. Auparavant, la part de brut revenant à l’État était commercialisée par des sociétés privées qui perdaient là une partie de leurs revenus. Le premier navire transportant une cargaison de la GOC part du Cap Lopez le 24 décembre 2012. 
À la suite de contrats signés avec Shell et Total assurant une partie de l’enlèvement de leur production à la GOC, la principale activité de celle-ci devient la commercialisation. À la faveur de la réquisition par le gouvernement du champ pétrolier d’Obangué détenu par Addax, la GOC obtient en 2013 son premier gisement et produit en juillet 2013 ses premiers barils de pétrole. L’exploitation d’Obangué dure à peine six mois. En janvier 2014, après un accord signé entre Addax et le gouvernement gabonais, la filiale de Sinopec récupère Obangué. Le bilan reste mitigé, la GOC n’ayant réussi à tirer du gisement que 4 810 barils par jour là où Addax arrivait à près de 8 000. 
En 2014, est adopté un nouveau code des hydrocarbures instituant une participation de l’État de 20 % dans les compagnies pétrolières basées au Gabon. Pour ce qui est des blocs pétroliers en eux-mêmes, le code institue une part de 20 % pour l’État et 15 % pour la GOC. Ce code sera jugé très défavorable aux pétroliers et aucun nouveau contrat ne sera signé jusqu’à son remplacement par un nouveau code en 2019. 

### 2014-2018
En 2014, alors que les cours du pétrole baissent sensiblement et fragilisent l’ensemble des activités pétrolières au Gabon, la GOC se trouve proche de la faillite. Privée d’Obangué, elle n’a plus qu’un seul gisement, Remboué. Ce dernier était détenu par Addax jusqu’en 2012. L’exploitation de celui-ci se révèle être un fiasco. Le matériel commandé à Schlumberger aurait été surdimensionné pour ce type de gisement. La GOC peine à en tirer 300 barils par jour et se retrouve face à une dette colossale vis-à-vis de Schlumberger. 
La gestion du directeur général, Serge Toulekima, est mise en cause. Celui-ci, refusant un audit de la GOC et la tenue d’un conseil d’administration, est suspendu de ses fonctions par le gouvernement en septembre 2015. La GOC est mise sous administration provisoire. Le D.G. est remplacé par Arnauld Calixte Engandji, ancien de Shell Gabon. La gestion de Toulekima est critiquée pour des coûts de personnel trop importants et pour le train de vie qu'il menait. Toulekima se défendra en expliquant que la GOC avait été coulée par Etienne Ngoubou, ministre des hydrocarbures en lui retirant son Obangué, sa seule source de revenu. Ngoubou aurait, selon lui, été agacé par le statut de la GOC qui, répondant directement à la présidence, court-circuitait le ministère. 
Pris dans les difficultés sur Remboué, Engandji tente de faire rentrer des liquidités en s’alliant avec Gunvor pour l’importation de produits pétroliers au Gabon ainsi que pour la vente des produits de la Sogara. La Gabon Oil Marketing (GOM) est créée à cette fin. En 2016, la GOC se rend également maitresse du gisement du Mboumba exploité auparavant par Total. La GOC abandonne peu à peu l’idée d’exploiter seule des gisements et tente de vendre la majorité de ses participations à Remboué et Mboumba. En 2017, la GOC engage la cession de 80 % de ses participations à Touchstone Oil & Gas pour Remboué et à Zarubezhneft pour Mboumba.

### 2018-2024
En 2018, Engandji est remplacé par Christian Patrichi Tanasa. Le nouveau DG poursuit la stratégie de son prédécesseur concernant l’abandon de l’exploitation comme opérateur principal. Envisagées depuis longtemps mais tardant à se matérialiser, la cession des parts de l’État dans la Sogara au profit de la GOC, est entérinée en juin 2019. Cette annonce intervient alors que plusieurs médias évoquaient une demande du Fonds monétaire international concernant la liquidation de la GOC et de la Sogara comme condition pour le déblocage d'une nouvelle tranche de prêt. Cette information sera rapidement démentie par le gouvernement gabonais.
La GOC s’engage également dans un renforcement de ses activités aval. Elle annonce en 2018 l’ouverture de trois stations-services sous la marque « Gab’Oil ». À celles-ci s'ajoutent deux stations cédées par PetroGabon en remboursement de dettes envers la GOC. la GOC investit également dans la production en offshore avec un prise de participation minoritaire (10 %) dans Dussafu exploité par BW Offshore.
Le Conseil des Ministres du jeudi 7 novembre 2019 nomme François Ntombo Tsibah, un ancien de Shell, au poste d'Administrateur-Directeur Général de GOC en remplacement de Christian Patrichi Tanasa. 
Le 16 juillet 2020, le gouvernement gabonais annule le projet de décret initié en 2019, visant à fusionner GOC et la Sogara. Il annonce également la dissolution des filiales de GOC qui voit sa stratégie de diversification stoppée. La société se concentre sur son cœur de métier : la gestion des participations de l’État dans le secteur.
En juillet 2022, Christian Patrichi Tanasa ancien directeur général de Gabon Oil Company est jugé pour détournement de fonds, complicité de détournement de fonds et blanchiment des capitaux. La Cour a suivi les réquisitions contre les trois accusés, condamnant Christian Patrichi Tanasa à 12 ans de prison, et son adjoint à 10 ans. La troisième prévenue est acquittée.

### 2024: Rachat d'Assala Energy
En juin 2024, la GOC finalise le rachat d'Assala Energy, le deuxième producteur de pétrole du Gabon.

## Données financières
La GOC ne révèle pas publiquement ses états financiers, l’information à ce sujet reste donc lacunaire. Seuls les résultats nets ont été annoncés pour les années 2017 et 2018. Le résultat net pour 2017 est de -6,112 Mds XAF et progresse à 18,452 Mds XAF en 2018. En l’absence d’informations plus détaillées, il est impossible de déterminer quelle part est issue de l’exploitation et quelle est celle issue des cessions des parts de Remboué et Mboumba. 
Selon la lettre confidentielle Africa Energy Intelligence, la branche trading de la GOC serait en difficulté, notamment à la suite de son utilisation comme source de financement du Parti démocratique gabonais pendant les législatives de 2018.
Peu d’informations filtrent concernant le bilan de la GOC. Il y a une grande incertitude concernant les dettes dues à des prestataires comme Schlumberger et sur la composition de l’actif, à savoir quelles participations de l’État gabonais ont effectivement été cédées à la GOC.